# Saint-Lyé-la-Forêt
 Saint-Lyé-la-Forêt  es una población y comuna francesa, situada en la región de Centro, departamento de Loiret, en el distrito de Orléans y cantón de Neuville-aux-Bois.

## Demografía
| 471 | 439 | 558 | 757 | 974 | 950 |
| Para los censos de 1962 a 1999 la población legal corresponde a la población sin duplicidades (Fuente: INSEE [Consultar]) |     |     |     |     |     |